# Пянко, Ирина Александровна
Ири́на Алекса́ндровна Пянко́ (р. 7 апреля 1980) — российская спортсменка, трёхкратная чемпионка мира и Европы по гиревому спорту.

## Биография
Тренер Ирины Пянко по гиревому спорту — Анатолий Арсютин.
В детстве я увлекалась лыжами, причём на серьезном уровне. Но успехов добиться было трудно: слишком большая конкуренция. После рождения сына один знакомый тренер предложил мне попробовать себя в гиревом споре. Я решила, почему бы и нет? Поначалу трудно приходилось: на первом чемпионате России я просто провалилась. Это меня здорово разозлило, и в 2003 году меня включили в состав сборной. Мало того, я тогда победила на мировом первенстве!
Через два с половиной месяца после рождения дочери во второй раз стала чемпионкой мира.
Не заканчивая карьеру спортсменки, Ирина Пянко стала тренером-преподавателем детско-юношеской спортивной школы имени Г. К. Жукова (город Жуков).
В 2013 году на чемпионате России в Омске заняла только 4-е место в двоеборье.

### Семья
- Сын и две дочери.

## Достижения
- Трёхкратная чемпионка мира (2003, ?, 2009)[1]
- Трёхкратная чемпионка Европы (?, ?, 2010)

## Награды и звания
- Мастер спорта России